# Norfolk Southern Railway
Norfolk Southern Railway er en godstransportør i USA, som ejer jernbanestrækninger på i alt 34.600 kilometer fordelt på 22 østlige delstater, District of Columbia og provinsen Ontario i Canada.  Virksomheden, der er et datterselskab af Norfolk Southern Corporation, har hovedkvarter i Norfolk, Virginia.  Det produkt, som selskabet hyppigst transporter, er kul fra miner i Indiana, Kentucky, Pennsylvania, Tennessee, Virginia og West Virginia.  Desuden har selskabet omfattende intermodal godstransport i det østlige Nordamerika.
Selskabet blev dannet i dets nuværende form i 1982, ved oprettelsen af moderselskabet, et holdingselskab.  Den 31. december 1990 blev Southern Railway omdøbt til Norfolk Southern Railway, og kontrollen med Norfolk and Western Railway blev overført fra holdingselskabet til Norfolk Southern Railway.  I 1999 voksede selskabet betydeligt, da halvdelen af Conrail blev opkøbt.